# Unione Sportiva Catanzaro 1990-1991
Questa pagina raccoglie le informazioni riguardanti l'Unione Sportiva Catanzaro nelle competizioni ufficiali della stagione 1990-1991.

## Rosa
| N. |                   | Ruolo | Calciatore            |
| -- | ----------------- | ----- | --------------------- |
|    | Italia (bandiera) | C     | Nicola Bressi         |
|    | Italia (bandiera) | D     | Umberto Brutto        |
|    | Italia (bandiera) | D     | Luigi Ciarlantini     |
|    | Italia (bandiera) | A     | Nicola Coppola        |
|    | Italia (bandiera) | A     | Antonio Criniti       |
|    | Italia (bandiera) | C     | Gianni Cristiani      |
|    | Italia (bandiera) | P     | Paolo De Toffol       |
|    | Italia (bandiera) | C     | Pasquale De Vincenzo  |
|    | Italia (bandiera) | C     | Gaetano Fontana       |
|    | Italia (bandiera) | C     | Giuliano Gentilini    |
|    | Italia (bandiera) | A     | Massimiliano Iannetti |

| N. |                   | Ruolo | Calciatore         |
| -- | ----------------- | ----- | ------------------ |
|    | Italia (bandiera) | C     | Onofrio Loseto     |
|    | Italia (bandiera) | D     | Ivano Martini      |
|    | Italia (bandiera) | A     | Paolo Mollica      |
|    | Italia (bandiera) | P     | Enrico Nieri       |
|    | Italia (bandiera) | C     | Luciano Orati      |
|    | Italia (bandiera) | A     | Francesco Procopio |
|    | Italia (bandiera) | C     | Francesco Rispoli  |
|    | Italia (bandiera) | D     | Ugo Sarracino      |
|    | Italia (bandiera) | D     | Massimo Savio      |
|    | Italia (bandiera) | D     | Salvatore Scarfone |
|    | Italia (bandiera) | D     | Moreno Villa       |

## Risultati

### Campionato

#### Girone di andata
| 16 settembre 1990 1ª giornata | Catanzaro | 0 – 0 | Campania Puteolana |  |

| 23 settembre 1990 2ª giornata | Fidelis Andria | 1 – 0 | Catanzaro |  |

| 30 settembre 1990 3ª giornata | Catanzaro | 3 – 0 | Palermo |  |

| 7 ottobre 1990 4ª giornata | Siracusa | 2 – 2 | Catanzaro |  |

| 14 ottobre 1990 5ª giornata | Catanzaro | 1 – 1 | Giarre |  |

| 21 ottobre 1990 6ª giornata | Monopoli | 2 – 1 | Catanzaro |  |

| 4 novembre 1990 7ª giornata | Catanzaro | 3 – 1 | Torres |  |

| 11 novembre 1990 8ª giornata | Battipagliese | 1 – 0 | Catanzaro |  |

| 18 novembre 1990 9ª giornata | Catanzaro | 1 – 0 | Casarano |  |

| 25 novembre 1990 10ª giornata | Catania | 1 – 0 | Catanzaro |  |

| 2 dicembre 1990 11ª giornata | Catanzaro | 0 – 0 | Casertana |  |

| 9 dicembre 1990 12ª giornata | Perugia | 2 – 0 | Catanzaro |  |

| Arbitro: | Salerno (Acireale) |

|                   |           |              |
| Luciano Orati 14’ | Marcatori | 75’ Calcagno |

| 30 dicembre 1990 14ª giornata | Licata | 0 – 0 | Catanzaro |  |

| 6 gennaio 1991 15ª giornata | Catanzaro | 0 – 0 | Arezzo |  |

| 13 gennaio 1991 16ª giornata | Ternana | 2 – 2 | Catanzaro |  |

| 20 gennaio 1991 17ª giornata | Catanzaro | 0 – 1 | Siena |  |

#### Girone di ritorno
| 3 febbraio 1991 18ª giornata | Campania Puteolana | 1 – 1 | Catanzaro |  |

| 10 febbraio 1991 19ª giornata | Catanzaro | 0 – 1 | Fidelis Andria |  |

| 17 febbraio 1991 20ª giornata | Palermo | 0 – 0 | Catanzaro |  |

| 24 febbraio 1991 21ª giornata | Catanzaro | 1 – 0 | Siracusa |  |

| 3 marzo 1991 22ª giornata | Giarre | 1 – 1 | Catanzaro |  |

| 17 marzo 1991 23ª giornata | Catanzaro | 2 – 1 | Monopoli |  |

| 24 marzo 1991 24ª giornata | Torres | 4 – 0 | Catanzaro |  |

| 30 marzo 1991 25ª giornata | Catanzaro | 1 – 1 | Battipagliese |  |

| 7 aprile 1991 26ª giornata | Casarano | 1 – 0 | Catanzaro |  |

| 14 aprile 1991 27ª giornata | Catanzaro | 2 – 2 | Catania |  |

| 28 aprile 1991 28ª giornata | Casertana | 1 – 0 | Catanzaro |  |

| 5 maggio 1991 29ª giornata | Catanzaro | 0 – 0 | Perugia |  |

| Nola 12 maggio 1991 30ª giornata | Nola                  | 0 – 0 | Catanzaro | Stadio Comunale Piazza d'Armi (2000 spett.)\| Arbitro: \| Carlo Dinelli (Lucca) \| |
| Arbitro:                         | Carlo Dinelli (Lucca) |       |           |                                                                                    |

| 19 maggio 1991 31ª giornata | Catanzaro | 1 – 0 | Licata |  |

| 26 maggio 1991 32ª giornata | Arezzo | 0 – 0 | Catanzaro |  |

| 2 giugno 1991 33ª giornata | Catanzaro | 3 – 0 | Ternana |  |

| 9 giugno 1991 34ª giornata | Siena | 0 – 2 | Catanzaro |  |

#### Spareggio permanenza in C1
| Arbitro: | Pasquale Rodomonti (Teramo) |

|                                |           |            |
| Nicola Coppola 66’ Mollica 81’ | Marcatori | 11’ Troise |